# Autobiografia del rosso
Autobiografia del rosso (Autobiography of Red) è un romanzo in versi di Anne Carson. Il romanzo è una libera interpretazione del mito di Eracle e Gerione ed è basato sulla Gerioneide di Stesicoro.

## Trama
Gerione è un giovanissimo mostro rosso alato e vive in Canada con la madre ed il fratello maggiore. Mentre era ancora bambino, il fratello comincia ad abusare sessualmente di lui, ma la madre non si accorge di niente. Quando ha quattordici anni incontra Eracle, di due anni più grande, e tra i due sboccia l'amore. Poco dopo però Eracle si trasferisce altrove e Gerione non riesce a lasciarsi il ricordo dell'amato alle spalle.
Passano alcuni anni e Gerione, studente universitario, va a Buenos Aires per una conferenza. A Buenos Aires incontra Eracle e il suo nuovo ragazzo, Ancash, che stanno viaggiando attraverso il Sud America per registrare il suono dei vulcani per un progetto. I due devono partire per il Perù il giorno dopo e Gerione decide di unirsi a loro. Durante il viaggio, i sentimenti di Gerione per Eracle si riaccendono e i due hanno un rapporto sessuale. Ma Eracle non è più quello che era e Gerione è sorpreso di trovarlo così superficiale. Ancash scopre della relazione e colpisce Gerione, ma alla fine i tre compagni si riappacificano e giungono sulla cima del vulcano.

## Edizione
- Anne Carson, Autobiografia del rosso, Milano, 2000, ISBN 9788845244414.